# Nicolás Ruiz de Valdivia
Nicolás Ruiz de Valdivia y Aguilera (Almuñécar, 1829-Madrid, 1880) fue un pintor español.

## Biografía
Nació en la localidad granadina de Almuñécar en 1829. Fue discípulo en Madrid de Carlos Rivera y en París de Charles Gleyre. Se conocen obras suyas como El encierro de los toros, Una corrida de novillos y El Viático (los tres lienzos anteriores figuraron en la Exposición Internacional de Bayona en 1864); La junta de salvación nombrada en 24 de junio de 1808 en Zaragoza, arengando a los defensores del reducto de la Puerta del Carmen, Procesión de un pueblo de Aragón y El cántaro roto. Estas obras figuraron en la Exposición Nacional de 1866, en que fue premiado el autor con mención honorífica.

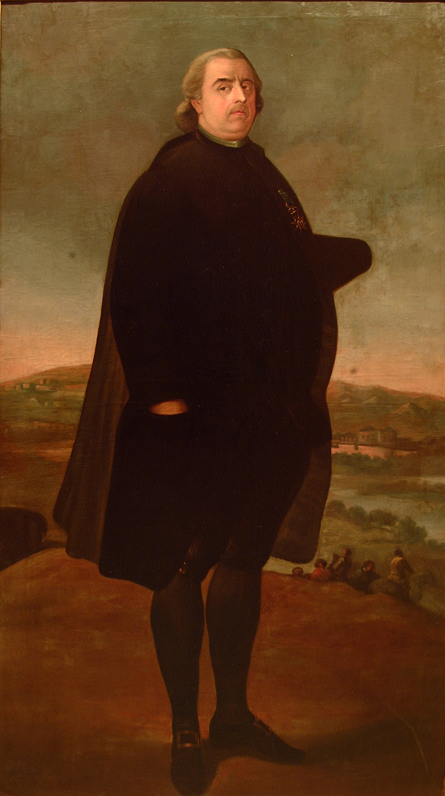
Ramón Pignatelli y Moncayo, obra de Nicolás Ruiz de Valdivia. Ca. 1860-1868. (Diputación Provincial de Zaragoza).

También pintó Una serenata en un pueblo de Aragón, varios de los cuadros que adornan las salas de la sociedad Círculo Zaragozano y otros que conservaban diferentes particulares. En 1867 fue premiado este artista por el Ateneo Zaragozano con una medalla de plata. En la Exposición Aragonesa celebrada en 1868, Valdivia presentó además de algunos de los lienzos ya citados los que tenían los siguientes asuntos: Religiosos franciscos repartiendo la sopa, Una rogativa, Un zagal cuidando el rebaño, El estudio de un artista en el siglo XVIII, Una cabeza del natural y La verbena de San Juan.
Las obras que presentó en la Exposición de Madrid de 1871 fueron las siguientes: El ramo ó la madrugada de San Juan en Zaragoza, Magisterio español a principios del siglo XIX, El portal de la Escuela, Costumbres valencianas (adquirido por el rey Amadeo de Saboya), La paella y Romería de la Virgen de las Angustias en el pueblo de Villanueva de la Sagra. En la Exposición Nacional de 1876 presentó: Becerro y novillos de casta holandesa en la Casa de Campo (propiedad de Edmond Lambert), Vaca de casta holandesa con un becerro, Toros y novillos bravos de combate en el soto del Campillo (Escorial); Toros de cebo en el prado de los Cubillos (Escorial), propiedad de Joaquín Rivera; Corrida de toros en el Molar (Madrid); Idem de vacas en un pueblo del Bajo Aragón; La suerte del cesto; Encierro de toros para la corrida de un pueblo de Aragón, adquirido por el rey Alfonso XII; Retrato de un médico de la armada, Marcha de toros bravíos y Toros sesteando.
En la celebrada en 1878, presentó Toros de lidia, Estudio del autor, La llegada al campamento, Un establo en la huerta del Monasterio del Escorial, Carrik á pompé guiado por S. M . el rey y Tres caballos de las Reales caballerizas (propiedad los dos últimos del rey). Obtuvo en esta Exposición una medalla de tercera clase, y varios de los lienzos presentados en ella figuraron también en la de París del mismo año. Pueden citarse igualmente entre las obras de Ruiz de Valdivia: Coche y caballos del Sr. Duque de Sexto, La marcha para la caza, propiedad de la infanta Isabel; y Toros de lidia, que la familia del pintor envió a la Exposición de 1881.
Valdivia, joven aún, falleció el 21 de enero de 1880 en Madrid.